# Matthew Green (football, 1972)
Pour les articles homonymes, voir Matthew Green.
Matthew Green, né en 1972, est un entraîneur anglais de football.
Diplômé en histoire de l'Université de Hull en 1995, il s'installe en tant que professeur aux Bahamas après l'obtention de son PGCE trois années plus tard. Il y devient directeur technique de l'équipe nationale féminine du pays.
Responsable de l'équipe des Îles Turques-et-Caïques depuis 2004, il mène les insulaires à leur première victoire en éliminatoires de la Coupe du monde, face à Sainte-Lucie.